# Michael Herbricht
Michael Herbricht (* 19. April 1947 in Brackenheim) ist ein ehemaliger deutscher  Politiker (ehemals REP) und Diplombetriebswirt (FH). 

## Leben und Beruf
Herbricht besuchte das Progymnasium in Brackenheim und das Justinus-Kerner-Gymnasium in Heilbronn. Daraufhin studierte er Fertigungsbetriebswirtschaft an der FH Heilbronn, das er als Diplombetriebswirt (FH) abschloss. Anschließend studierte er Rechtswissenschaft an der Universität Heidelberg. Er ist katholisch, verheiratet und hat drei Kinder.

## Politische Karriere
Herbricht war von 1989 bis 1995 Vorsitzender des REP-Kreisverbandes Heilbronn und von 1989 bis 1991 Bezirksvorsitzender der Partei in Nordwürttemberg und Beisitzer im Landesvorstand. Von 1989 bis 2004 war er Mitglied und Fraktionsvorsitzender im Kreistag des Landkreises Heilbronn. Bei der Landtagswahl in Baden-Württemberg 1992 gewann er für die Republikaner ein Zweitmandat im Wahlkreis Eppingen und wurde Mitglied des Landtages von Baden-Württemberg. Bei der Landtagswahl in Baden-Württemberg 1996 zog er wieder in den Landtag ein und blieb Abgeordneter bis zum 31. Mai 2001. Während seiner Zeit im Landtag war er Schatzmeister seiner Fraktion. Seit 1990 ist er Mitglied der Landsmannschaft Schlesien und des Bundes der Vertriebenen.
Herbricht trat zum 31. Dezember 2001 aus der Partei aus.